# Supercondriaque
Pour plus de détails, voir Fiche technique et Distribution.
Supercondriaque est une comédie franco-belge écrite et réalisée par Dany Boon, sortie en 2014.
Ce film marque les retrouvailles à l'écran de Kad Merad et Dany Boon, six ans après le succès de Bienvenue chez les Ch'tis.

## Synopsis
Célibataire de quarante ans, Romain Faubert est photographe pour un dictionnaire médical en ligne, ce qui a développé en lui une hypocondrie aiguë et de la paranoïa. Le Docteur Dimitri Zvenka, son médecin traitant, va décider de l'aider, ce qu'il regrettera par la suite, étant donné l'ampleur de la maladie imaginaire de son patient. L'idée du docteur est donc la suivante : aider Romain à trouver la femme de sa vie pour ne plus avoir peur de tout.

## Fiche technique
Sauf indication contraire, les informations mentionnées dans cette section peuvent être confirmées par la base de données cinématographiques Unifrance,  présente dans la section « Liens externes ».
- Titre original : Supercondriaque
- Réalisation : Dany Boon
- Scénario et dialogue : Dany Boon, d'après une idée originale de Dany Boon
- Musique : Klaus Badelt
- Décors : Alain Veissier
- Costumes : Laetitia Bouix
- Photographie : Romain Winding
- Son : Lucien Balibar, Damien Lazzerini, Thomas Gauder[2]
- Montage : Monica Coleman
- Production[2] : Jérôme Seydoux et Eric Hubert
  - Production déléguée : Stephane Quinet
  - Production associée : Romain Le Grand, David Claikens et Alex Verbaere
  - Coproduction : Patrick Quinet
- Sociétés de production[3] :
  - France : Pathé Production, Les Productions du Ch'Timi et TF1 Films Production, avec la participation de Canal+, Ciné+ et TF1
  - Belgique : Artémis Productions, avec la participation de la région wallonne, en association avec Fortis Film Fund, Casa Kafka Pictures et la Tax Shelter Film Funding
- Sociétés de distribution[4] : Pathé Distribution (France) ; Alternative Films (Belgique) ; Niagara Films Inc (Québec) ; Pathé Films AG (Suisse romande)
- Budget : 31 680 587 €[5]
- Pays de production :  France,  Belgique
- Langues originales : français, anglais, ukrainien, espagnol, italien
- Format[6] : couleur - DCP Digital Cinema Package - 2,35:1 (Cinémascope) - son Dolby Digital
- Genre : comédie
- Durée : 107 minutes
- Dates de sortie[7] :
  - France : 15 janvier 2014 (Festival international du film de comédie de l'Alpe d'Huez) ; 26 février 2014 (sortie nationale)
  - Belgique, Suisse : 26 février 2014[8],[9]
  - Québec : 5 septembre 2014[10]
- Classification[11] :
  - France : tous publics[12]
  - Belgique : tous publics (Alle Leeftijden)[8]
  - Suisse romande : interdit aux moins de 6 ans[13]
  - Québec : tous publics (G - General Rating)[10]

## Distribution
- Dany Boon : Romain Faubert
- Kad Merad : Dr Dimitri Zvenka
- Alice Pol : Anna Zvenka-Lempereur-Faubert
- Jean-Yves Berteloot : Anton Miroslav
- Judith El Zein : Norah Zvenka
- Marthe Villalonga : la mère de Dimitri
- Valérie Bonneton : Isabelle, la femme de la rencontre matrimoniale
- Bruno Lochet : le flic de l'immigration
- Jonathan Cohen : Marc, l’ami de Romain
- Jérôme Commandeur : Guillaume Lempereur
- Vanessa Guide : Manon
- Marion Barby : Nina Zvenka
- Guy Lecluyse : le malade avec un chat dans la gorge
- Laëtitia Lacroix : une voisine
- Gudule : une voisine
- Virginia Anderson : une voisine
- Christelle Delbrouck : une voisine
- Le Comte de Bouderbala : un des membres du GIPN
- Alexandre Carrière : un des membres du GIPN
- Camille Chamoux : la secrétaire du Dr Zvenka
- Stéphane De Groodt : l'avocat de Romain
- Fabrice Boutique : le CRS à Calais
- Étienne Chicot : un médecin
- Arthur : le gynécologue
- Ornella Fleury : Émilie Guéret
- Zinedine Soualem : un vendeur de journaux[14]

## Production

### Développement
Alors qu'il avait annoncé, en 2011, qu'il travaillait sur un film intitulé Une jolie ch'tite famille, Dany Boon révèle son changement de projet sur RTL en fin août 2012. Il annonce alors qu'il compte s'inspirer de sa propre hypocondrie pour son quatrième long-métrage en tant que scénariste et réalisateur, qualifiant son film d'« histoire d’un malade imaginaire des temps modernes ».
Supercondriaque est produit par Pathé Films pour un budget de 31 574 000 d'euros avec les coproductions françaises TF1, France 3 et Canal+ ainsi que la belge Artemis Productions.

### Auditions
Lorsqu'il révèle son nouveau projet sur RTL, Dany Boon annonce aussi qu'il interprétera le personnage principal souffrant du trouble hypocondriaque. Il affirme aussi, sur France 3 Nord-Pas-de-Calais en septembre 2012, que Kad Merad endossera la blouse du docteur de ce personnage craintif. Ce film marque ainsi leurs retrouvailles à l'écran après Bienvenue chez les Ch'tis, film à succès en 2008.
La même année, après l'avoir vue interpréter sur scène C'est tout droit... ou l'inverse de Franck Harscouët au Théâtre Michel, le réalisateur-scénariste confie le rôle de la sœur du médecin à Alice Pol. Cette dernière raconte, en février 2014, que « Dany est d'une extrême délicatesse. Depuis, j'ai appris qu'il avait envie de travailler avec moi après avoir découvert Un plan parfait pour la première fois. Mais il n'a pas voulu me faire de fausse joie car j'imagine qu'on lui a proposé d'autres comédiennes bien plus connues que moi. Et il ne m'a donc fait part de son choix qu'une fois celui-ci acté ».
Pour ce film, Dany Boon perçoit un salaire de 2 000 000 d'euros.

### Tournage
Dany Boon annonce fin août 2012 que le début du tournage est prévu au printemps 2013 à Paris et à Calais. Le passage dans le Nord-Pas-de-Calais est annulé « pour des raisons d’organisation et de fiscalité ».
Contrairement à ce qu'avait annoncé le réalisateur, le tournage commence fin janvier 2013, et s'étale jusqu'en avril 2013. Il se déroule en France, en Hongrie dans des studios à Budapest ainsi qu'en extérieur à la frontière slovaque et, pour l'essentiel, en Belgique : sur le port d'Anvers avec une quinzaine de membres de la Protection civile du Nord pour figurer les décors des quais de Calais, en studio à Bruxelles (pour les scènes de l'appartement du docteur Dimitri Zvenka),, dans le Bois de la Cambre (ils passent devant le Chalet Robinson) pour une scène de jogging et dans une villa à Waterloo pendant quinze jours, et à Forest (Bruxelles) pour le poste de commandement de la police française.
La Hongrie est utilisée comme lieu de tournage pour simuler un pays imaginaire nommé Tcherkistan d'où sont originaires le médecin Dimitri Zvenka et sa sœur Anna. Néanmoins, la langue, que parlent dans le film les acteurs jouant les "Tcherkistanais", est une version déformée de l'ukrainien.
La scène dans le métro parisien est tournée à Porte des Lilas - Cinéma qui possède des installations permettant le tournage de films.

## Musique
La production embauche Klaus Badelt pour mettre le film en musique. Ce dernier, avec l'équipe de London Metropolitan Orchestra, compose dans les studios Air Lyndhurst et Abbey Road.
La bande originale du film sort le 20 février 2014.
| No  | Titre                  | Auteur | Durée |
| --- | ---------------------- | ------ | ----- |
| 1.  | Supercondriaque        |        | 1:41  |
| 2.  | Ambulance              |        | 1:23  |
| 3.  | Kiss Panic             |        | 0:43  |
| 4.  | Refugees               |        | 0:30  |
| 5.  | Happy New Year         |        | 0:34  |
| 6.  | Metro                  |        | 0:40  |
| 7.  | MRI                    |        | 1:06  |
| 8.  | Running                |        | 0:40  |
| 9.  | Gift                   |        | 0:30  |
| 10. | I Killed Him           |        | 0:52  |
| 11. | Favorite Patient       |        | 0:31  |
| 12. | Couch                  |        | 0:33  |
| 13. | Blind Date             |        | 0:32  |
| 14. | Washroon Consult       |        | 0:27  |
| 15. | Chicken Wings          |        | 1:48  |
| 16. | Harbor                 |        | 1:32  |
| 17. | Let Me Help You        |        | 0:43  |
| 18. | Stabbing Miroslav      |        | 0:21  |
| 19. | Anton Miroslav         |        | 0:53  |
| 20. | Cross My Heart         |        | 0:44  |
| 21. | Becoming Miroslav      |        | 0:45  |
| 22. | Jean Valjean           |        | 0:47  |
| 23. | Escape with Anna       |        | 0:58  |
| 24. | Miroslav Moves In      |        | 0:48  |
| 25. | Bath                   |        | 0:57  |
| 26. | Armored                |        | 0:45  |
| 27. | Arthur Rimbaud         |        | 0:25  |
| 28. | Paris Visite           |        | 0:31  |
| 29. | Gyros                  |        | 1:12  |
| 30. | Touriste               |        | 0:48  |
| 31. | Sküp Attack            |        | 0:27  |
| 32. | Guillaume              |        | 0:26  |
| 33. | Story Time             |        | 1:40  |
| 34. | Framboise              |        | 0:31  |
| 35. | Blinds                 |        | 1:49  |
| 36. | The Morning After      |        | 0:26  |
| 37. | SWAT                   |        | 0:23  |
| 38. | Meeting Anton          |        | 0:32  |
| 39. | Tcherkistan            |        | 0:54  |
| 40. | Sergei Miroslav        |        | 1:05  |
| 41. | Prison Life            |        | 0:44  |
| 42. | Breaking In            |        | 1:27  |
| 43. | Breaking Out           |        | 2:33  |
| 44. | One Last Kiss          |        | 1:05  |
| 45. | Hymn Of The Revolution |        | 0:44  |
| 46. | Thanks                 |        | 0:54  |
| 47. | Anna's Choice          |        | 1:10  |
| 48. | Road To Recovery       |        | 2:06  |
| 49. | End Montage            |        | 1:19  |
| 50. | Romain Theme 1         |        | 2:31  |
| 51. | Romain Theme 3         |        | 1:07  |

## Accueil

### Sorties nationales

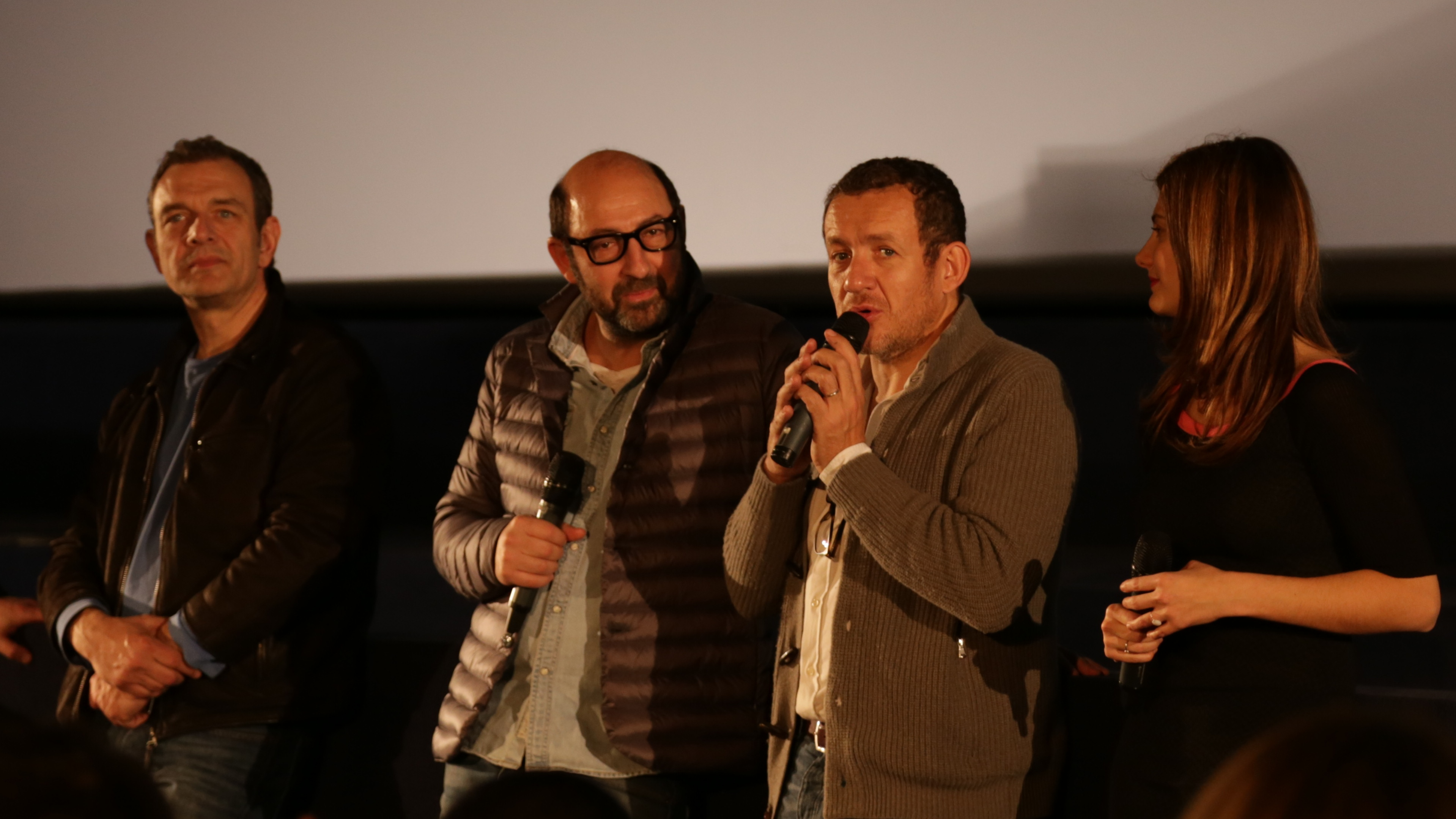
En avant-première du film, en février 2014 à Lyon.

Avant sa sortie officielle le 26 février 2014 en Belgique, en France et en Suisse, Supercondriaque a été projeté en avant-première le 15 janvier 2014 au Festival international du film de comédie de l'Alpe d'Huez.

### Accueil critique
Quelques semaines avant la sortie, en pleine avant-première, L'Express publie deux critiques très courtes sur une même page. La première, celle de Sophie Benamon, est positive : « Supercondriaque est certainement son film le plus abouti, sur l'écriture comme sur la mise en scène ». Inversement, l'avis de Thomas Baurez est négatif : « Supercondriaque est nul à plus d'un titre ». De son côté, Sorin Étienne du Figaro a un avis plus mitigé : « Supercondriaque n'étouffe pas le showman Dany Boon, parfois très drôle dans le genre Tati névropathe — Kad Merad, en clown blanc barbu, est plus discret et c'est tant mieux. Mais l'auteur Boon, soucieux de plaire au plus grand nombre, finit par ligoter le burlesque Boon. Supercondriaque s'achève en comédie romantique inoffensive et consensuelle. Dommage ».
Lors de la sortie du film, Hubert Lizé du Parisien la voit d'un bon œil, précisant que « Le père de Bienvenue chez les Ch'tis réussit à rebondir avec un vrai remède contre la sinistrose. Cette comédie enlevée lorgne du côté de la romance et de l'action sans jamais perdre son efficacité comique. Et Kad Merad retrouve le top de sa forme au contact de son acolyte. » En revanche, Christophe Carrière de L'Express est d'avis que « quand le truc démarre (enfin), l'éclat de rire est irrésistible et durable. Du coup, à la sortie, il y a de la bonne humeur. ».
Didier Péron de Libération partage cette opinion : « Comme toujours, Kad Merad (qui s’est fait la tête de Gérard Jugnot pour jouer un médecin généraliste) apporte un peu de technique professionnelle de jeu face à Dany Boon qui, lui, fait à peu près n’importe quoi : grimaçant, poussant des cris suraigus, roulant des mécaniques, gesticulant, montrant ses fesses et arborant des sourires mielleux de faux naïf. » Jacques Mandelbaum du Monde ne cache pas sa déception en expliquant que « Dany Boon signe ici une comédie bien terne autour du thème, pourtant inépuisable, de l'hypocondrie, qu'il entreprend de croiser avec un imbroglio touchant à l'asile politique. On pressent dans la mixture une parabole politique, qui ne fait pas davantage bouger les lignes. » Par contre, Mehdi Omaïs de Metronews n'a pas apprécié le film « Malgré de bonnes intentions dans l'écriture et deux ou trois saillies humoristiques, les gags de ce "Supercondriaque" sont tellement surlignés que le rire est aux abonnés absents. » Quant à Pierre Murat de Télérama, il s'exprime sans détour : « Plus ennuyeux, en revanche, le total manque de charme du duo principal, qui rend poussif leur petit marivaudage. Pis : l'aspect suranné de la mise en scène. On croit parfois visionner la réédition d'un très vieux truc démodé, brutalement sorti — et sans raison valable — des oubliettes. »
Le site Allociné, ayant collecté vingt-trois commentaires, lui attribue une note moyenne de 2,4⁄5.

### Box-office
| Pays ou région | Box-office        | Date d'arrêt du box-office | Nombre de semaines |
| -------------- | ----------------- | -------------------------- | ------------------ |
| France         | 5 266 796 entrées | 6 mai 2014                 | 10                 |
| Allemagne      | 241 900 entrées   | 18 mai 2014                | 6                  |
| Italie         | 144 000 entrées   | 18 mai 2014                | 9                  |
| Suisse         | 137 204 entrées   | 18 mai 2014                | 12                 |
| Autriche       | 49 000 entrées    | 18 mai 2014                | 6                  |

Pathé Distribution compte 360 299 spectateurs dans huit cents salles, le jour de la sortie de ce film. Un succès pour le distributeur, car, en comparaison, Les Trois Frères : Le Retour de Didier Bourdon, Bernard Campan et Pascal Légitimus, autre comédie sortie peu avant, n'avait totalisé que 180 000 entrées. Cinq jours après sa sortie, il dépasse 1 700 000 entrées.
La première semaine, le film compte plus de 2 100 000 entrées et se situe à la onzième position des films français pour les premières semaines d'exploitation, entre Taxi 3 de Gérard Krawczyk (2003) et Intouchables d'Olivier Nakache et d'Éric Toledano (2011).
TF1 News annonce, le 10 mars 2014, qu'il « dépasse les trois millions de spectateurs » grâce à 949 031 entrées le second week-end. Pour la seconde semaine, il reste à la première place du box-office avec plus de 3 300 000 entrées, derrière 300 : La Naissance d'un Empire (300: Rise of an Empire) de Noam Murro qui engrange plus de 760 000 entrées pour sa première semaine.
La troisième semaine, il dépasse la barre des 4 000 000 d'entrées et, cependant, est détrôné par Fiston de Pascal Bourdiaux qui totalise quasiment le million en une semaine.
Surprise pour la quatrième semaine, il retrouve sa première place grâce à 476 000 spectateurs, cumulant ainsi 4 700 000 entrées, « mettant une claque à Fiston » et, pendant la cinquième semaine, chute au troisième rang avec 235 525 spectateurs, cumulant 4 900 000 entrées, à nouveau détrôné par deux nouveautés : De toutes nos forces de Nils Tavernier à la deuxième place avec 238 763 entrées et Captain America : Le Soldat de l'hiver (Captain America: The Winter Soldier) d'Anthony et Joe Russo en plein succès avec 769 959 entrées.

## Distinctions

### Sélections
- Festival international du film de comédie de l'Alpe d'Huez 2014 : Longs métrages - hors-compétition pour Dany Boon[53].

## Adaptation
Le 26 février 2014, une adaptation en bande dessinée a été éditée. Fidèle au film, elle est dessinée par Rudowski et scénarisée par Pierre Veys.